# 바이오니클 - 빛의 가면
바이오니클 - 빛의 가면(Bionicle: Mask Of Light)은 미국에서 제작된 테리 쉐이크스페어, 데이비드 몰리나 감독의 2003년 영화이다. 제이슨 미카스 등이 주연으로 출연하였다.

## 출연

### 주연
- 제이슨 미카스
- 앤드류 프란시스

### 조연
- 캐슬린 바
- 데일 윌슨
- 스콧 맥닐
- 리 톡카
- 크리스토퍼 게이즈
- 마이클 돕슨
- 트레버 드볼
- 레슬리 이웬
- 치아라 자니

## 제작진
- 배역: 크리스 짐머맨